# Erzincan (district)
Erzincan (Koerdisch: Ezirgan) is een Turks district in de provincie Erzincan en telt 140.258 inwoners (2007). Het district heeft een oppervlakte van 1622,1 km². Hoofdplaats is Erzincan.
De bevolkingsontwikkeling van het district is weergegeven in onderstaande tabel.
| 1997    | 2000    | 2007    |
| ------- | ------- | ------- |
| 155.079 | 170.858 | 140.258 |